# بازگشت مجدد استیو جابز
بازگشت مجدد استیو جابز (به انگلیسی: The Second Coming of Steve Jobs) یک زندگی‌نامه غیرمجاز در مورد زندگی استیو جابز یکی از مؤسسین شرکت اپل است که توسط آلن دویستچمن در سال ۲۰۰۱ و در ۳۵۲ صفحه نوشته شده‌است. شرکت رندوم هاوس ناشر این کتاب است. این زندگی‌نامه به زمان‌های حضور جابز در نکست، موفقیت غیرمنتظره‌اش در پیکسار و بازگشتش به اپل در پی ساخت آی‌مک است.